# Avermes
Avermes ist eine französische Gemeinde im Département Allier in der Region Auvergne-Rhône-Alpes mit 4109 Einwohnern (Stand: 1. Januar 2022). Administrativ ist sie dem Arrondissement Moulins zugeteilt. Die Einwohner werden Avermois genannt.

## Lage
Die Gemeinde Avermes liegt als nordwestlicher Vorort der Stadt Moulins in der historischen Provinz Bourbonnais am östlichen Ufer des Allier. Nachbargemeinden von Avermes sind Trévol im Norden, Gennetines im Nordosten, Yzeure im Osten und Südosten, Moulins im Süden, Neuvy im Südwesten und Westen sowie Montilly im Nordwesten.

## Geschichte
Avermes wurde erstmals im 8. Jahrhundert urkundlich erwähnt.

### Bevölkerungsentwicklung
| Jahr                       | 1962 | 1968 | 1975 | 1982 | 1990 | 1999 | 2006 | 2014 | 2022 |
| Einwohner                  | 1311 | 2007 | 2780 | 3286 | 3892 | 3966 | 3843 | 3859 | 4109 |
| Quellen: Cassini und INSEE |      |      |      |      |      |      |      |      |      |

## Sehenswürdigkeiten
- Schloss Ségange, im Stil der Renaissance im 15. und 16. Jahrhundert erbaut, Monument historique seit 1938
- Haus Champfeu, im 17. und 18. Jahrhundert erbaut
- Kirche Saint-Michel (auch genannt: Kirche Notre-Dame de la Salette) aus dem 19. Jahrhundert, seit 2003 Monument historique

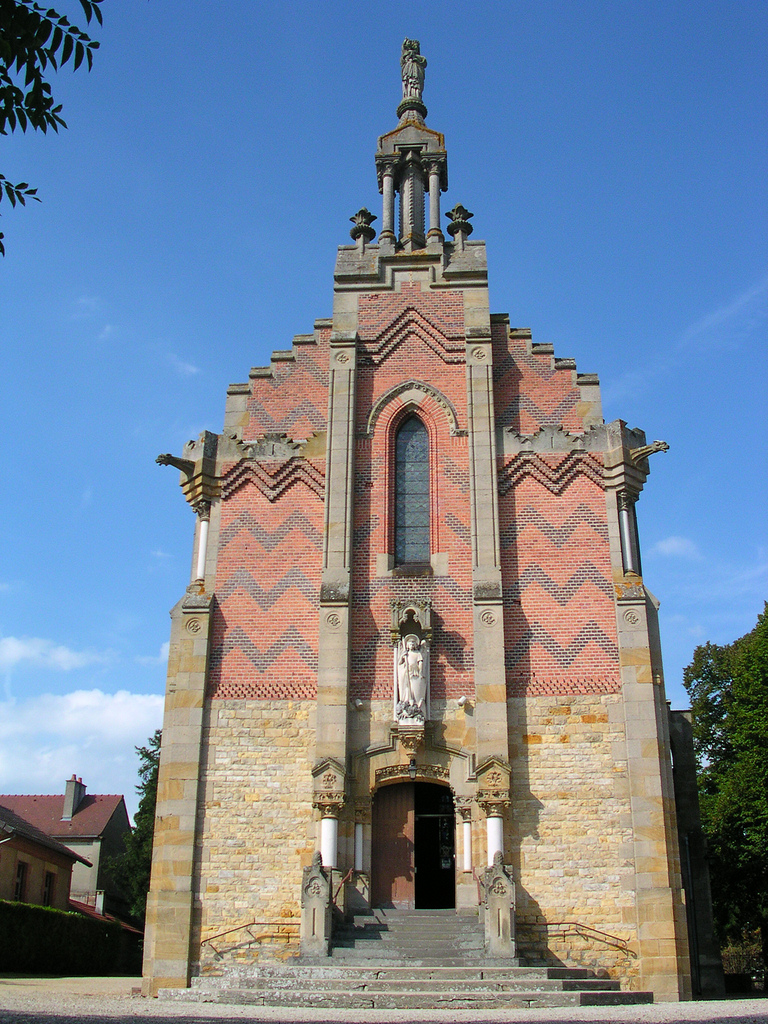
Kirche Saint-Michel

## Wirtschaft und Infrastruktur
Durch die Gemeinde führt die Route nationale 7.